# 霍瓦尔·霍尔梅夫约尔·洛伦岑
霍瓦尔·霍尔梅夫约尔·洛伦岑（挪威語：Håvard Holmefjord Lorentzen，/2hoːʋar 2hol̻meˌfjuːr 1luːn̺t̺sen/ⓘ，1992年10月2日—），生于霍达兰郡卑尔根，挪威男子速度滑冰运动员。

## 生平
霍瓦尔八岁时开始从事体育运动，一开始他练习自行车，后来他和哥哥结识一个和他们出生在同一个地方的人，得知其在冬季练习速度滑冰，夏季练习自行车，于是两人便开始兼项速度滑冰，五年之后，霍瓦尔放弃练习自行车，专攻速度滑冰。

## 家庭
霍瓦尔有一个哥哥和一个弟弟，其中弟弟霍孔（Håkon Holmefjord Lorentzen）是一名足球选手。